# Kyoko Nakajima
Kyoko Nakajima (中島 京子?, Nakajima Kyōko; Suginami, 23 marzo 1964) è una scrittrice giapponese.

## Biografia
Nata a Suginami il 23 marzo 1964, ha compiuto gli studi alla Tokyo Woman's Christian University. 
Dopo aver lavorato in una casa editrice, ha studiato un anno negli Stati Uniti prima di tornare in patria e diventare una scrittrice freelance.
Nel 2003 ha debuttato nella narrativa con il romanzo Futon e 7 anni dopo ha ottenuto il Premio Naoki con Chiisai ouchi, trasposto in pellicola cinematografica dal regista Yōji Yamada nel 2014.
Nel 2017 è intervenuta nel dibattito sorto intorno al Movimento Me Too dichiarando di essere stata vittima di molestie sessuali.

## Opere
- Futon (2003)
- Itō no koi (2005)
- Tsua 1989 (2006)
- Koko Makkarīna no tsukue (2006)
- Heisei daikazoku (2008)
- E/N/Ji/N (2009)
- Jochutan (2009)
- Eruninyo (2010)
- Kirihatake no endan (2010)
- Noronoro aruke (2012)
- Tsuma ga shiitake datta koro (2013)
- Katazuno (2014)
- Nagai owakare (2015)
- Pasutisu : otona no arisu to sangatsu usagi no ochakai (2016)
- Kanojo ni kansuru jūnishō (2016)
- Gosuto (2017)

## Adattamenti cinematografici
- The Little House (Chiisai ouchi), regia di Yōji Yamada (2014)

## Premi e riconoscimenti
- Premio Naoki: 2010 vincitrice con Chiisai ouchi
- Premio Kyōka Izumi: 2014 vincitrice con Tsuma ga Shiitake datta Koro
- Premio Shibata Renzaburo: 2015 vincitrice con Katazuno
- Premio Kawai Hayao: 2015 vincitrice con Katazuno
- Premio Chuo Koron: 2015 vincitrice con Nagai owakare